# Membrană sinovială
Membrana sinovială reprezintă un strat de țesut seros care căptușește fața profundă a capsulei articulare și secretă un lichid denumit sinovie. Este de culoare roz sau gălbuie, în funcție de conținutul grăsos. Prezintă o parte netedă și o parte plicaturată, care prezintă o serie de pliuri sinoviale pline cu țesut grăsos și numite de aceea și plăci adipoase. Pliurile sunt acoperite de vilozități sinoviale bine vascularizate a căror talie și număr cresc cu vârsta.